# Thaumatogelis lichtensteini
Thaumatogelis lichtensteini är en stekelart som först beskrevs av Pfankuch 1913.  Thaumatogelis lichtensteini ingår i släktet Thaumatogelis och familjen brokparasitsteklar. Inga underarter finns listade i Catalogue of Life.